# یانوش (نام کوچک)
یانوش (Polish: [januʂ]) ممکن است به یکی از موارد زیر اشاره داشته باشد:
- یانوش
- یانوش گایوس
- یانوش گووواتسکی
- یانوش کامینسکی
- یانوش کورچاک
- یانوش اولینیچاک
- یانوش پاووفسکی
- یانوش وویچیک
- یانوش زائورسکی
- یانوش کروین میکه
- یانوش برزوزوفسکی
- یانوش گورتات
- یانوش کوسوچینسکی
- یانوش پیچاک-پچاک
- یانوش سیسوو
- یانوش شلانتک
- یانوش کوپتسویچ